# El misterio del hombre de dos cabezas
El misterio del hombre de dos cabezas (en francés,  Le Mystère de l'Homme à deux têtes) es una historieta de la serie Aquiles Talón, que da título al álbum número 14, editado por primera vez en 1976 por Dargaud. Es el primero que presenta una sola historia completa  en lugar de hacerlo en una o dos impresiones.

## Argumento
Un hombre visiblemente trastornado importuna a Aquiles Talón que todavía está en pijama, creyendo que es la casa del marqués. Mientras tanto roban al joyero Petitcarat. Aquiles descubre que su visitante es un paciente de la clínica "Le chuchotis" y corre a perseguirle, metiéndose en situaciones absurdas.
Es una historieta muy loca en la que aparecen Hilarion Lefuneste, Papá Talón, el Major Lafrime, que acuden al rescate de Aquiles además de los policías que son todavía más divertidos, entre los cuales está Homère Veille, un agente siempre en turno de noche que según sus propias palabras “Hace un trabajo aburrido”; a estos personajes se unen unos cocodrilos hambrientos.